# Biskupice Zabaryczne
Biskupice Zabaryczne [pronunciación en polaco: /biskuˈpit͡sɛ zabaˈrɨt͡ʂnɛ/] es un pueblo ubicado en el distrito administrativo de Gmina Mikstat, dentro del Distrito de Ostrzeszów, Voivodato de Gran Polonia, en el oeste de Polonia central. Se encuentra aproximadamente a 4 kilómetros al norte de Mikstat, a 19 kilómetros al norte de Ostrzeszów, y a 118 kilómetros al sureste de la capital regional Poznań.